# Бишоне (Трапани)
Бишоне је насеље у Италији у округу Трапани, региону Сицилија.
Према процени из 2011. у насељу је живело 292 становника. Насеље се налази на надморској висини од 4 м.